# Klaus Zähringer
Klaus Zähringer (* 17. Oktober 1939 in Königsberg; † 9. Juni 2024) war ein deutscher Sportschütze, der für die gesamtdeutsche Mannschaft und für die Bundesrepublik Deutschland antrat.
Zähringers Familie floh Ende des Zweiten Weltkriegs aus Königsberg und ließ sich in Stuttgart nieder. Der für die Schützengilde Stuttgart antretende Klaus Zähringer siegte 1959 bei der Europameisterschaft in Mailand im Dreistellungskampf mit dem Kleinkalibergewehr, wobei er mit 1149 Ringen einen Weltrekord erzielte. Bei den Olympischen Spielen 1960 in Rom stellte Wiktor Schamburkin aus der Sowjetunion diesen Weltrekord ein und gewann die Goldmedaille vor seinem Landsmann Marat Nyýazow; mit 1139 Ringen erreichte Klaus Zähringer in Rom die Bronzemedaille.
1963 bei den Europameisterschaften in Oslo belegte Zähringer im Dreistellungskampf den zweiten Platz hinter seinem Landsmann Bernd Klingner. In der Mannschaftswertung gewannen die beiden zusammen mit Peter Kohnke und Karl Wenk den Titel. Bei den Olympischen Spielen 1964 trat Zähringer mit dem freien Gewehr (Platz 14) und mit dem Kleinkalibergewehr (Platz 22) an. In den folgenden Jahren gehörte Zähringer weiterhin der deutschen Nationalmannschaft an und gewann in der Mannschaftswertung Bronze bei den Europameisterschaften 1965 und Silber bei den Europameisterschaften 1969. 1967 verbesserte er seine persönliche Bestmarke im Dreistellungskampf auf 1161 Ringe. Insgesamt erreichte er von 1959 bis 1969 acht deutsche Meistertitel in verschiedenen Disziplinen. 1970 gewann Zähringer noch einmal eine Einzelmedaille bei einer internationalen Meisterschaft: Bei den Weltmeisterschaften in Phoenix erhielt er die Bronzemedaille in der Liegend-Position.
Für seine sportlichen Leistungen wurde er am 9. Dezember 1960 mit dem Silbernen Lorbeerblatt ausgezeichnet.